# William Penn Symons
Pour les articles homonymes, voir Symons.
William Penn Symons (17 juillet 1843 - 23 octobre 1899) est un officier colonial britannique, il sert contre les Zoulous, aux Indes, en Birmanie.
En mai 1899, il est au Natal et quand la guerre éclate il commande la garnison anglaise de Dundee. Après la prise d'Elandslaagte le 19 octobre 1899, Dundee est coupé de Ladysmith et en passe d'être assiégé. Pour desserrer l'étau boer, Symons attaque la colline de Talana et ses troupes s'en emparent, mais lui-même est tué.